# Tyler McGill
Tyler Tennant McGill (* 18. August 1987 in Champaign, Illinois) ist ein ehemaliger Schwimmer aus den Vereinigten Staaten. Er erhielt 2012 eine olympische Goldmedaille. Bei Weltmeisterschaften erschwamm er zweimal Gold und einmal Bronze auf der 50-Meter-Bahn und einmal Gold auf der 25-Meter-Bahn.

## Sportliche Karriere
Tyler McGill besuchte die Champaign Central High School und dann bis 2010 auf die Auburn University.
Seine internationale Karriere begann bei Weltmeisterschaften 2009 in Rom. Nachdem er über 50 Meter Schmetterling im Vorlauf ausgeschieden war, erreichte er das Finale über 100 Meter Schmetterling und wurde Siebter. In der abschließenden 4-mal-100-Meter-Lagenstaffel schwammen im Vorlauf Matt Grevers, Mark Gangloff, Tyler McGill und Nathan Adrian die drittbeste Zeit. Im Finale waren Aaron Peirsol, Eric Shanteau, Michael Phelps und David Walters zweieinhalb Sekunden schneller als die Vorlaufstaffel. Die Staffel siegte in der Weltrekordzeit von 3:27,28 Minuten und hatte im Ziel 1,3 Sekunden Vorsprung vor den Deutschen und den Australiern. Alle acht beteiligten Schwimmer erhielten eine Goldmedaille, wie dies seit 1984 üblich ist.
Im Jahr darauf wurde McGill bei den Pan Pacific Swimming Championships 2010 in Irvine hinter Michael Phelps Zweiter über 100 Meter Schmetterling. Bei den Kurzbahnweltmeisterschaften 2010 in Dubai schied McGill sowohl über 50 Meter als auch über 100 Meter Schmetterling vorzeitig aus. In der Lagenstaffel schwammen David Plummer, Mark Gangloff, Tyler McGill und Josh Schneider im Vorlauf, im Finale gewannen Nick Thoman, Mihail Alexandrov, Ryan Lochte und Garrett Weber-Gale. 2011 bei den Weltmeisterschaften in Shanghai wurde McGill über 100 Meter Schmetterling Dritter hinter Michael Phelps und dem Polen Konrad Czerniak. In der Lagenstaffel schwammen im Vorlauf David Plummer, Eric Shanteau, Tyler McGill und Garrett Weber-Gale die schnellste Zeit. Im Finale siegten Nick Thoman, Mark Gangloff, Michael Phelps und Nathan Adrian, wobei die Weltmeisterstaffel im Finale nur 0,36 Sekunden schneller war als die Vorlaufstaffel.
2012 bei den Olympischen Spielen in London wurde McGill im Vorlauf über 100 Meter Schmetterling Siebter und im Halbfinale Dritter. Im Finale belegte er den siebten Platz, seine Zeit aus dem Halbfinale hätte Im Endlauf für den vierten Platz ausgereicht. In der 4-mal-100-Meter-Lagenstaffel erreichten Nick Thoman, Eric Shanteau, Tyler McGill und Cullen Jones als Vorlaufschnellste den Endlauf. Im Finale waren Matt Grevers, Brendan Hansen, Michael Phelps und Nathan Adrian 3,3 Sekunden schneller als die Vorlaufstaffel und siegten mit zwei Sekunden Vorsprung vor den Japanern. 2013 konnte sich McGill bei den US-Trials als Dritter über 100 Meter Schmetterling nicht mehr für die Weltmeisterschaften qualifizieren und beendete dann seine Karriere.